# Атоменергомаш (Україна)
Атоменергомаш — машинобудівний підрозділ державної корпорації з атомної енергії «Енергоатом», виробник ключового обладнання для атомної і теплової енергетики, суднобудування, газової та нафтохімічної промисловості. Здійснює агрегатно-відновлювальний ремонт теплообмінного обладнання для атомних і теплових електростанцій, а також інших підприємств різних галузей промисловості.

## Історія
Виокремлений підрозділ створений відповідно до постанови компанії «Енергоатом» в 2003 році на базі трьох діючих підприємств: заводу нестандартного обладнання і трубопроводів (НСОіТ), заводу спеціальних конструкцій (ЗСК), ремонтно-механічного заводу (РМЗ), основна початкова діяльність яких була орієнтована на потреби будівництва енергоблоків Радянського Союзу.
В 2011 році відкрито нову лінію з виробництва комплектуючих паливних касет.
В 2017 році ВП «Атоменергомаш» на базі заводу нестандартного обладнання і трубопроводів виконав агрегатно-відновлювальний ремонт пароперегріваючої частини СПП-1000 для потреб Запорізької АЕС.
В 2018 році ВП «Атоменергомаш» ДП НАЕК «Енергоатом» нарощує виробничий потенціал та розширює номенклатуру продукції. Зокрема були виготовлені дослідні зразки запасних частин для дизель-генераторів, які експлуатуються на АЕС та виготовлялись за кордоном. Технічною документацією для їх ремонту передбачена номенклатура зі 117 позицій, 50 з них взялися опанувати на підприємстві.
Станом на лютий 2018 виготовлена пробна партія у 3 комплекти, після їх встановлення на діючий дизель-генератор відповідними установами буде прийматись рішення за результатами їх експлуатації.